# FreeDOS
FreeDOS — свободная операционная система, совместимая с MS-DOS. FreeDOS распространяется на условиях GNU General Public License и включает несколько программ под другими свободными и проприетарными лицензиями. Проект был начат в 1994 году программистом Джимом Холлом (англ. Jim Hall) как PD-DOS, но вскоре название было изменено на FreeDOS. Версия FreeDOS 1.0 вышла в свет 3 сентября 2006 года.
Среди прочего, в рамках проекта FreeDOS разработана замена командному интерпретатору MS-DOS (COMMAND.COM). Новый интерпретатор получил название FreeCOM.
Компании Dell, HP и Lenovo производили и поставляли персональные компьютеры с предустановленной операционной системой FreeDOS, так как это снижает общую стоимость компьютера по сравнению с предустановленной ОС Windows. Также FreeDOS устанавливается на современные ноутбуки ASUS и Samsung.
Благодаря DOS/32 (развитие DOS/4GW) и компилятору Open Watcom (развитие Watcom), FreeDOS представляет собой лёгкое решение для промышленных компьютеров с архитектурой IBM PC.
FreeDOS доступен в виде полной версии со всеми программами как образ ISO для записи на CD-ROM, архивной legacy-версии для старых компьютеров, образов Full и Lite для установки с USB-накопителя и версии для записи на дискету.

## История версий
| Версия | Статус | Кодовое имя | Дата             |
| ------ | ------ | ----------- | ---------------- |
| 0.05   | ALPHA  | —           | 12 января 1998   |
| 0.1    | BETA   | Orlando     | 25 марта 1998    |
| 0.2    | BETA   | Marvin      | 28 октября 1998  |
| 0.3    | BETA   | Ventura     | 21 апреля 1999   |
| 0.4    | BETA   | Lemur       | 9 апреля 2000    |
| 0.5    | BETA   | Lara        | 10 августа 2000  |
| 0.6    | BETA   | Midnite     | 18 марта 2001    |
| 0.7    | BETA   | Spears      | 7 сентября 2001  |
| 0.8    | BETA   | Nikita      | 7 апреля 2002    |
| 0.9    | BETA   | Methusalem  | 28 сентября 2004 |
| 0.9sr1 | BETA   | —           | 30 ноября 2004   |
| 0.9sr2 | BETA   | —           | 30 ноября 2005   |
| 1.0    | FINAL  | —           | 3 сентября 2006  |
| 1.1    | FINAL  | —           | 1 января 2012    |
| 1.2    | FINAL  | —           | 25 декабря 2016  |
| 1.3    | FINAL  | —           | 20 февраля 2022  |
| 1.4    | FINAL  | —           | 5 апреля 2025    |

## Комплектация
Дистрибутив FreeDOS включает большое количество бесплатных программ — как написанных специально для MS-DOS, так и портированных с UNIX-подобных систем с помощью DJGPP: утилиты, веб-браузеры (Lynx, Arachne), текстовые редакторы (edlin, edit, vim, emacs), несколько игр (в том числе FreeDoom), псевдо-графическая система GEM и др.
Начиная с версии 1.3, FreeDOS поддерживает файловую систему FAT32.